# Phyllostachys nigra "Henonis"
El Phyllostachys nigra "Henonis" és un bambú de la família de les poàcies, ordre Poales, subclasse Liliidae, classe Liliopsida, divisió Magnoliophyta.
Es creu que aquesta espècie és l'original, i que la Phyllostachys nigra en seria una variant posterior; però aquesta darrera fou classificada taxonòmicament la primera i tingué el nom sense addició. D'origen xinès (Guangdong, Sichuan), la P. nigra "Henonis" va ser introduïda molt antigament a l'Índia i al Japó.
En japonès se l'anomena ha-chiku (bambú lleuger i volàtil). En anglès també se li diu Henon Bamboo. Fulles, troncs i arrels d'aquesta planta s'empren a la Xina per tractar diverses afeccions; se li atribueixen propietats antiemètiques, depuratives, diürètiques, expectorants, febrífugues i sedatives. Els brots tendres, encara que una mica amargs, són comestibles.

## Característiques
És un bambú perenne de flors hermafrodites i pol·linitzades pel vent. Fa entre 6 i 8 metres d'alçada, i les seves fulles tenen de 8 a 10 centímetres. Les canyes, llargues i lleugeres, en envellir perden el seu color verd oliva per un to grisós. Suporta temperatures de fins a -7 °C.